# Банатско удружење књижевника
Банатско удружење књижевника је невладина организација из Србије. Чланови удружења су из Баната и других средина, а пишу и објављују радове на матерњим језицима. Циљеви овог удружења су очување и унапређивање научних књижевних добара, образовање грађана о значају чувања књижевне баштине, организовање промоција и представљања књижевника и преводилаца, као и залагање за очување научних и народних књижевних вредности и ауторских права.
Председник управног одбора удружења био је Иван Даников, оснивач часописа „НаТрон“.